# Bárgasa

Mapa de algunas de las ciudades griegas de Caria y de algunas islas del Dodecaneso, donde se aprecia la ubicación de Bárgasa, al oeste de Céramo.

Bárgasa (en griego antiguo, Βάργασα) fue una antigua ciudad griega de Caria que se hallaba en la costa del golfo Cerámico.
Perteneció a la Liga de Delos puesto que aparece mencionada en registros de tributos a Atenas entre los años 450/49 y 444/3 a. C.
Estrabón ubica las pequeñas ciudades de Céramo y Bárgasa en la costa, entre Cnido y Halicarnaso.
Sus restos se localizan en la población turca de Gókbel.